# Alisa Kleibánova
Alisa Mijáilovna Kleibánova (Алиса Михайловна Клейбанова) es una jugadora de tenis profesional rusa nacida el 15 de julio de 1989 en Moscú, Unión Soviética.

## Títulos WTA (7; 2+5)

### Individuales (2)
| Leyenda: Antes de 2009          | Leyenda: A partir de 2009 |
| ------------------------------- | ------------------------- |
| Grand Slam (0)                  |                           |
| Juegos Olímpicos (0)            |                           |
| WTA Tour Championships (0)      |                           |
| WTA Tournament of Champions (0) |                           |
| Tier I (0)                      | Premier Mandatory (0)     |
| Tier II (0)                     | Premier 5 (0)             |
| Tier III (0)                    | Premier (0)               |
| Tier IV & V (0)                 | International (2)         |

| N.º | Fecha                    | Torneo       | Superficie | Oponente en la final | Resultado |
| --- | ------------------------ | ------------ | ---------- | -------------------- | --------- |
| 1.  | 27 de febrero de 2010    | Kuala Lumpur | Dura       | Elena Dementieva     | 6-3, 6-2  |
| 2.  | 26 de septiembre de 2010 | Seúl         | Dura       | Klára Zakopalová     | 6-1, 6-3  |

#### Finalista en individuales (1)
| N.º | Fecha                  | Torneo                  | Superficie | Oponente en la final | Resultado   |
| --- | ---------------------- | ----------------------- | ---------- | -------------------- | ----------- |
| 1.  | 7 de noviembre de 2010 | Tournament of Champions | Dura (i)   | Ana Ivanović         | 2-6, 6-7(5) |

### Dobles (5)
| Leyenda: Antes de 2009          | Leyenda: A partir de 2009 |
| ------------------------------- | ------------------------- |
| Grand Slam (0)                  |                           |
| Juegos Olímpicos (0)            |                           |
| WTA Tour Championships (0)      |                           |
| WTA Tournament of Champions (0) |                           |
| Tier I (0)                      | Premier Mandatory (0)     |
| Tier II (0)                     | Premier 5 (0)             |
| Tier III (0)                    | Premier (1)               |
| Tier IV & V (0)                 | International (4)         |

| N.º | Fecha                | Torneo           | Superficie    | Pareja                   | Oponentes en la final                | Resultado       |
| --- | -------------------- | ---------------- | ------------- | ------------------------ | ------------------------------------ | --------------- |
| 1.  | 2 de mayo de 2009    | Fes              | Tierra batida | Ekaterina Makarova       | Sorana Cîrstea María Kirilenko       | 6-3, 2-6 [10-8] |
| 2.  | 12 de julio de 2009  | Budapest         | Tierra batida | Monica Niculescu         | Alona Bondarenko Kateryna Bondarenko | 6-4, 7-6(5)     |
| 3.  | 3 de octubre de 2009 | Tokio (Pacífico) | Dura (i)      | Francesca Schiavone      | Daniela Hantuchová Ai Sugiyama       | 6-4, 6-2        |
| 4.  | 8 de enero de 2011   | Brisbane         | Dura          | Anastasia Pavlyuchenkova | Klaudia Jans Alicja Rosolska         | 6-3, 7-5        |
| 5.  | 30 de abril de 2011  | Estoril          | Tierra batida | Galina Voskoboeva        | Eleni Daniilidou Michaella Krajicek  | 6-4, 6-2        |

#### Finalista en dobles (1)
| N.º | Fecha              | Torneo | Superficie    | Pareja             | Oponentes en la final                   | Resultado |
| --- | ------------------ | ------ | ------------- | ------------------ | --------------------------------------- | --------- |
| 1.  | 10 de mayo de 2008 | Fes    | Tierra batida | Ekaterina Makarova | Sorana Cîrstea Anastasia Pavlyuchenkova | 3-6, 2-6  |

## Clasificación en torneos del Grand Slam

### Individual
| Torneo                 | 2008 | 2009 | 2010 | 2011 | 2012 | 2013 | 2014 | 2015 | 2016 | Títulos | G-P |
| ---------------------- | ---- | ---- | ---- | ---- | ---- | ---- | ---- | ---- | ---- | ------- | --- |
| Australian Open        | 2R   | 4R   | 3R   | 2R   | A    | A    | A    | A    |      | 0       | 7-4 |
| Roland Garros          | 2R   | 1R   | 3R   | A    | A    | A    | 1R   | A    |      | 0       | 3-4 |
| Wimbledon              | 4R   | 2R   | 3R   | A    | A    | A    | 1R   | A    |      | 0       | 6-4 |
| US Open                | 2R   | 1R   | 2R   | A    | A    | 2R   | A    | A    |      | 0       | 3-4 |
| WTA Tour Championships | -    | -    | -    | -    | -    | -    | -    | -    |      | 0       | 0-0 |

### Dobles
| Torneo                 | 2008 | 2009 | 2010 | 2011 | 2012 | 2013 | 2014 | 2015 | 2016 | Títulos | G-P |
| ---------------------- | ---- | ---- | ---- | ---- | ---- | ---- | ---- | ---- | ---- | ------- | --- |
| Australian Open        | A    | 1R   | CF   | 2R   | A    | A    | A    | A    |      | 0       | 4-3 |
| Roland Garros          | 2R   | 2R   | 2R   | A    | A    | A    | 3R   | A    |      | 0       | 4-3 |
| Wimbledon              | 1R   | CF   | A    | A    | A    | A    | 1R   | A    |      | 0       | 3-3 |
| US Open                | 2R   | SF   | 2R   | A    | A    | 1R   | A    | A    |      | 0       | 6-4 |
| WTA Tour Championships | -    | -    | -    | -    | -    | -    | -    | -    |      | 0       | 0-0 |